# Douglas County, Nebraska
Douglas County är ett administrativt område i delstaten Nebraska, USA, med 517 110 invånare. Den administrativa huvudorten (county seat) är Omaha. 

## Geografi
Enligt United States Census Bureau har countyt en total area på 880 km². 858 km² av den arean är land och 22 km² är vatten. 

### Angränsande countyn
- Dodge County - nordväst
- Washington County - nord
- Pottawattamie County, Iowa - öst
- Sarpy County - syd
- Saunders County - väst